# Филип Лудвиг (Пфалц-Нойбург)
Филип Лудвиг (на немски: Philipp Ludwig von Pfalz-Neuburg; * 2 октомври 1547, Цвайбрюкен; † 22 август 1614, Нойбург на Дунав) е пфалцграф и херцог на Пфалц-Нойбург от 1569 до 1614 г. от фамилията Вителсбахи.

## Живот
Син е на херцог Волфганг от Пфалц-Цвайбрюкен и Пфалц-Нойбург и съпругата му принцеса Анна фон Хесен (1529 – 1591), дъщеря на ландграф Филип I от Хесен (1501 – 1567).
Филип Лудвиг получава след смъртта на баща си през 1569 г. Княжеството Пфалц-Нойбург, а брат му Йохан I получава Пфалц-Цвайбрюкен. Чрез женитбата си с Анна, дъщеря на херцог Вилхелм V „Богатия“, той има претенции за наследство в Юлих-Клеве-Берг.
Филип Лудвиг е протестант и е дълбоко наранен, когато най-големият му син Волфганг Вилхелм става католик. Той свиква малко преди смъртта си народното събрание за 28 август 1614 г., вероятно за да го лиши от наследство, но умира на 22 август. Погребан е на 22 септември 1614 г. в църквата Св. Мартин в Лауинген на Дунав без присъствието на Волфганг Вилхелм.

## Фамилия
Филип Лудвиг се жени на 27 септември 1574 г. в Нойбург за Анна фон Клеве (* 10 март 1552, Клеве, † 6 октомври 1632), дъщеря на Вилхелм V „Богатия“ от Юлих-Клеве-Берг, и втората му съпруга ерцхерцогиня Мария Австрийска, дъщеря на император Франц I (1503 – 1564). Те имат децата:
- Анна Мария (1575 – 1643), ∞ 1591 г. за херцог Фридрих Вилхелм I от Саксония-Ваймар (1562 – 1602)
- Доротеа Сабине (* 13 октомври 1576; † 12 декември 1598)
- Волфганг Вилхелм (1578 – 1653), пфалцграф и херцог на Пфалц-Нойбург

1. ∞ 1613 Магдалена Баварска (1587 – 1628)
2. ∞ 1631 Катарина Шарлота от Пфалц-Цвайбрюкен (1615 – 1651)
3. ∞ 1651 Мари Франциска цу Фюрстенберг (1633 – 1702)

- Ото Хайнрих (* 29 октомври 1580; † 2 март 1581)
- Август (1582 – 1632), пфалцграф и херцог на Пфалц-Зулцбах ∞ 1620 принцеса Хедвиг от Шлезвиг-Холщайн-Готорп (1603 – 1657)
- Амалия Хедвиг (* 24 декември 1584; † 15 август 1607)
- Йохан Фридрих (1587 – 1644), пфалцграф и херцог на Пфалц-Хилполтщайн ∞ 1624 принцеса Софи Агнес (1604 – 1664), дъщеря на ландграф Лудвиг V от Хесен-Дармщат
- Софи Барбара (* 3 април 1590; † 21 декември 1591)